# Азербайджан на летней Универсиаде 2011
Азербайджан на XXVI Всемирной Летней Универсиаде выиграл две серебряные медали. Алия Гараева заняла второе место в художественной гимнастике, а Рустам Алимли в дзюдо. Таким образом, в общём медальном зачёте сборная Азербайджана заняла 46-е место.

## Медали
| Медаль  | Спортсмен     | Вид спорта                | Соревнование      | Дата       |
| ------- | ------------- | ------------------------- | ----------------- | ---------- |
| Серебро | Рустам Алимли | Дзюдо                     | Мужчины, до 81 кг | 14 августа |
| Серебро | Алия Гараева  | Художественная гимнастика | Булавы            | 22 августа |

## Результаты соревнований

### Художественная гимнастика
| Спортсмен      | Соревнование              | Предварительный раунд | Предварительный раунд | Финал                 | Финал                 |
| Спортсмен      | Соревнование              | Очки                  | Место                 | Очки                  | Место                 |
| -------------- | ------------------------- | --------------------- | --------------------- | --------------------- | --------------------- |
| Алия Гараева   | Мяч                       | 27.300                | 4                     | 27.550                | 4                     |
| Алия Гараева   | Лента                     | 27.275                | 3                     | 27.900                | 4                     |
| Алия Гараева   | Булавы                    | 26.650                | 5                     | 27.725                | 2                     |
| Алия Гараева   | Обруч                     | 27.350                | 5                     | 25.900                | 6                     |
| Алия Гараева   | Индивидуальное многоборье |                       |                       | 108.575               | 6                     |
| Анна Гурбанова | Мяч                       | 26.150                | 10                    | Завершила выступление | Завершила выступление |
| Анна Гурбанова | Лента                     | 26.100                | 11                    | Завершила выступление | Завершила выступление |
| Анна Гурбанова | Булавы                    | 25.750                | 9                     | Завершила выступление | Завершила выступление |
| Анна Гурбанова | Обруч                     | 26.175                | 4                     | 26.200                | 5                     |
| Анна Гурбанова | Индивидуальное многоборье |                       |                       | 104.175               | 10                    |

### Дзюдо
| Спортсмен        | Категория    | 1/16 финала                          | 1/8 финала                            | Четвертьфинал                        | Полуфинал                          | Утешительный 1                     | Финал                                | Финал                |
| Спортсмен        | Категория    | Соперник Результат                   | Соперник Результат                    | Соперник Результат                   | Соперник Результат                 | Соперник Результат                 | Соперник Результат                   | Место                |
| ---------------- | ------------ | ------------------------------------ | ------------------------------------- | ------------------------------------ | ---------------------------------- | ---------------------------------- | ------------------------------------ | -------------------- |
| Расим Асадуллаев | до 60 кг     | Бакдаулет Сабитов (KAZ) Пор. 000—011 | Завершил выступление                  | Завершил выступление                 | Завершил выступление               | Завершил выступление               | Завершил выступление                 | Завершил выступление |
| Рустам Оруджев   | до 66 кг     | Не участвовал                        | Флоран Урани (FRA) Пор. 0002—101S1    | Завершил выступление                 | Завершил выступление               | Завершил выступление               | Завершил выступление                 | Завершил выступление |
| Рустам Алимли    | до 81 кг     | Брайан Перейра (USA) Поб. 100—000    | Виталий Попович (UKR) Поб. 101—000S1  | Мурат Хабачиров (RUS) Поб. 001—000S1 | Виктор Оливеира (BRA) Поб. 100—001 | Не участвовал                      | Томохиро Каваками (JAP) Пор. 000—100 | 2                    |
| Рамин Гурбанов   | до 90 кг     | Наиф Мазью (KSA) Поб. 100—000S1      | Валентин Раду (ROU) Пор. 001—013S1    | Не прошёл                            | Не прошёл                          | Александр Иддир (FRA) Пор. 000—100 | Завершил выступление                 | Завершил выступление |
| Эмиль Таиров     | свыше 100 кг | Не участвовал                        | Микола Картошкин (UKR) Пор. 000S1—100 | Завершил выступление                 | Завершил выступление               | Завершил выступление               | Завершил выступление                 | Завершил выступление |